# Annibale Carracci

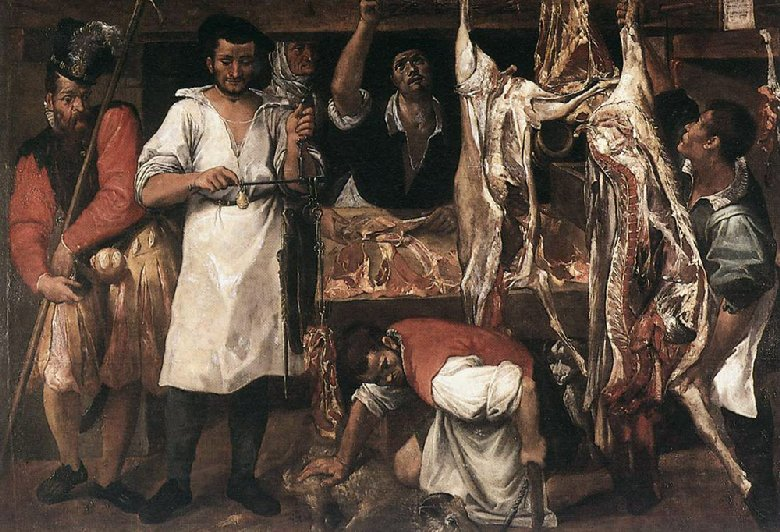
Sklep rzeźnika (1580)

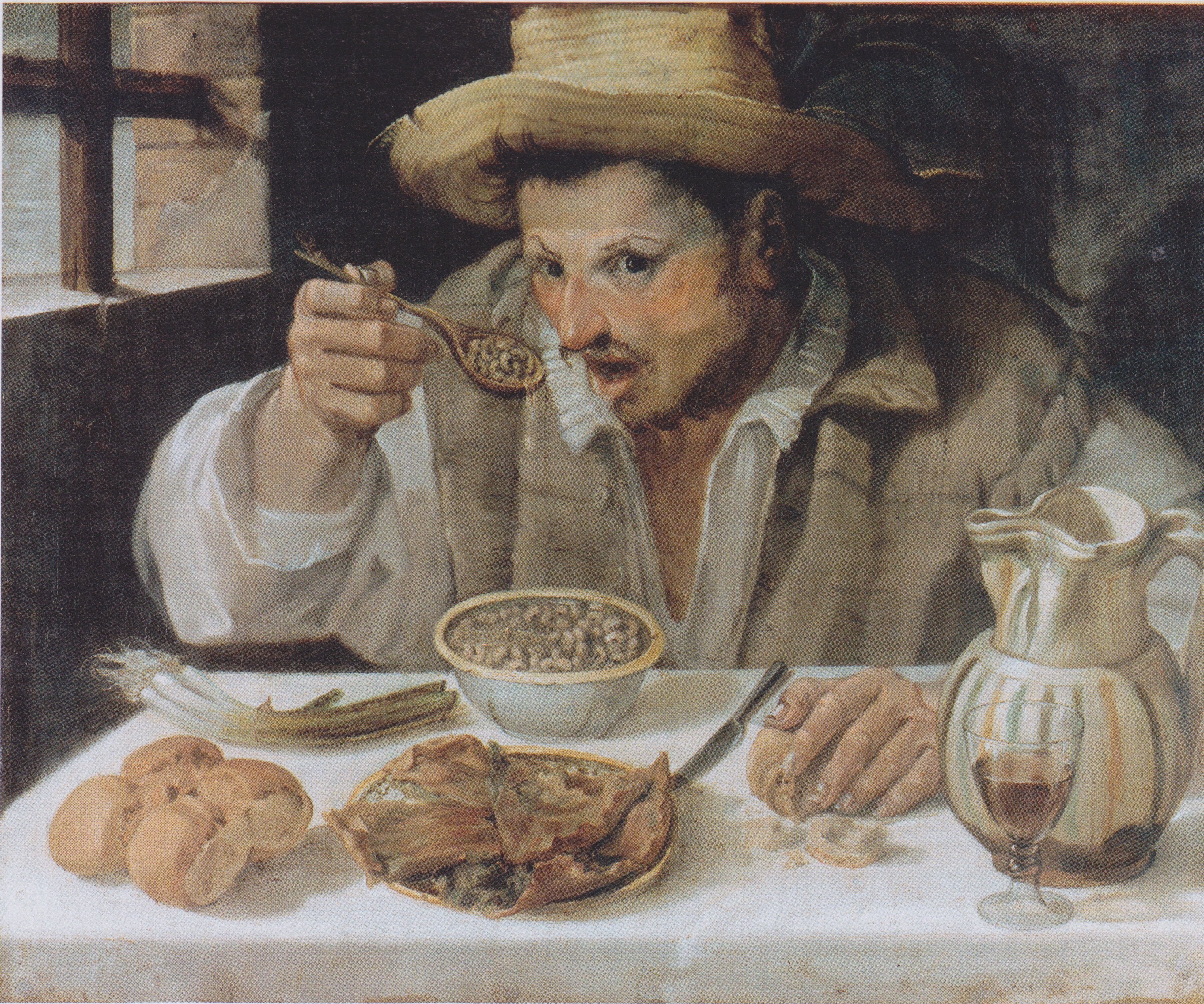
Jedzący fasolę (1580-90)

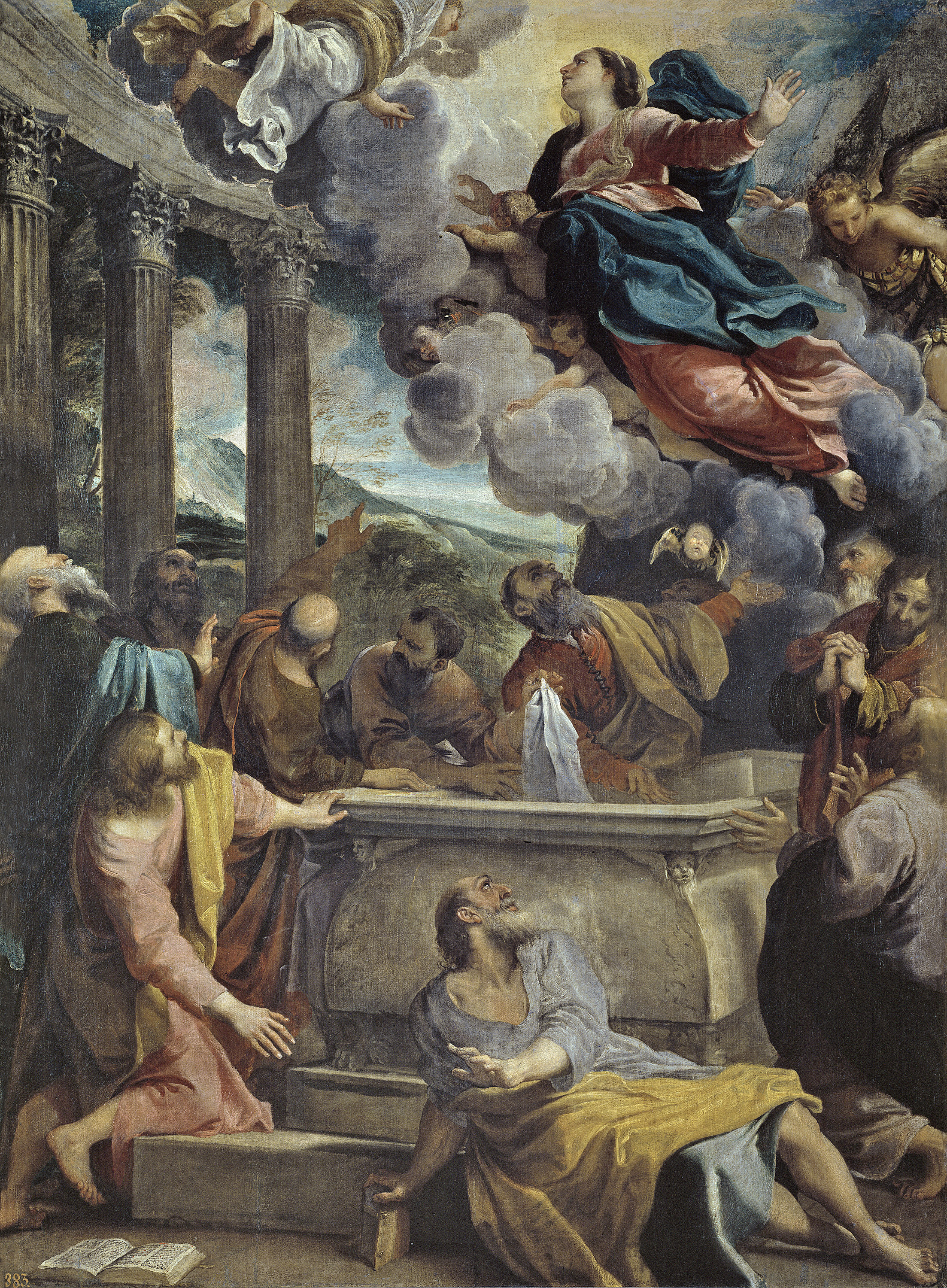
Wniebowzięcie Marii (1590)

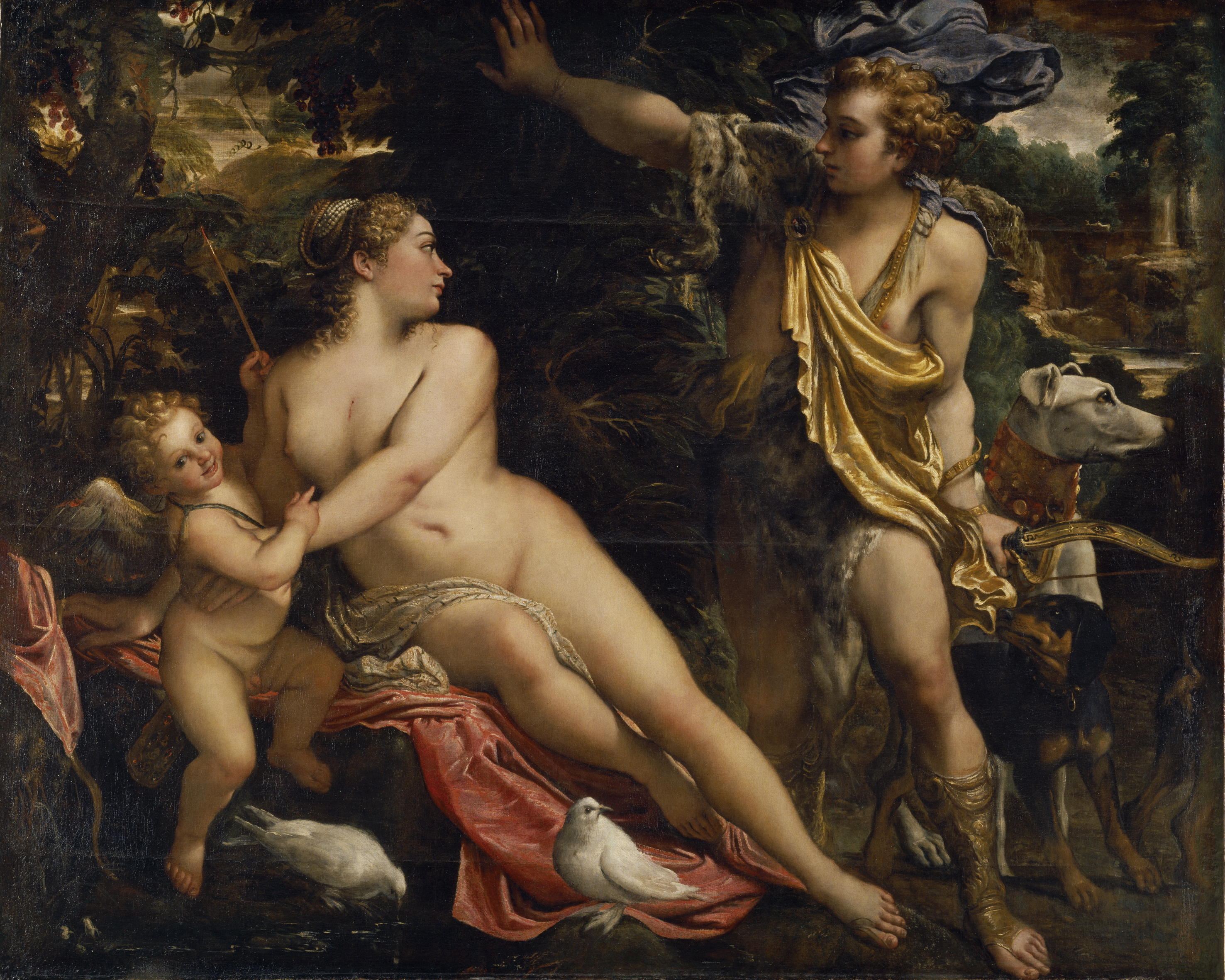
Wenus, Adonis i Kupido (1595)

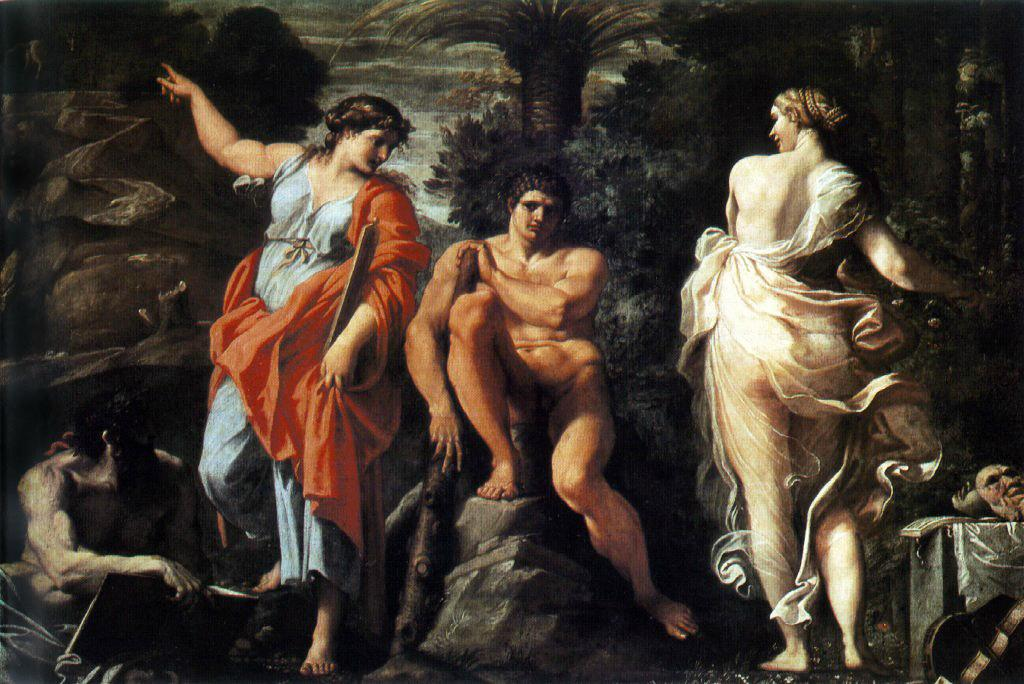
Wybór Herkulesa (1596)

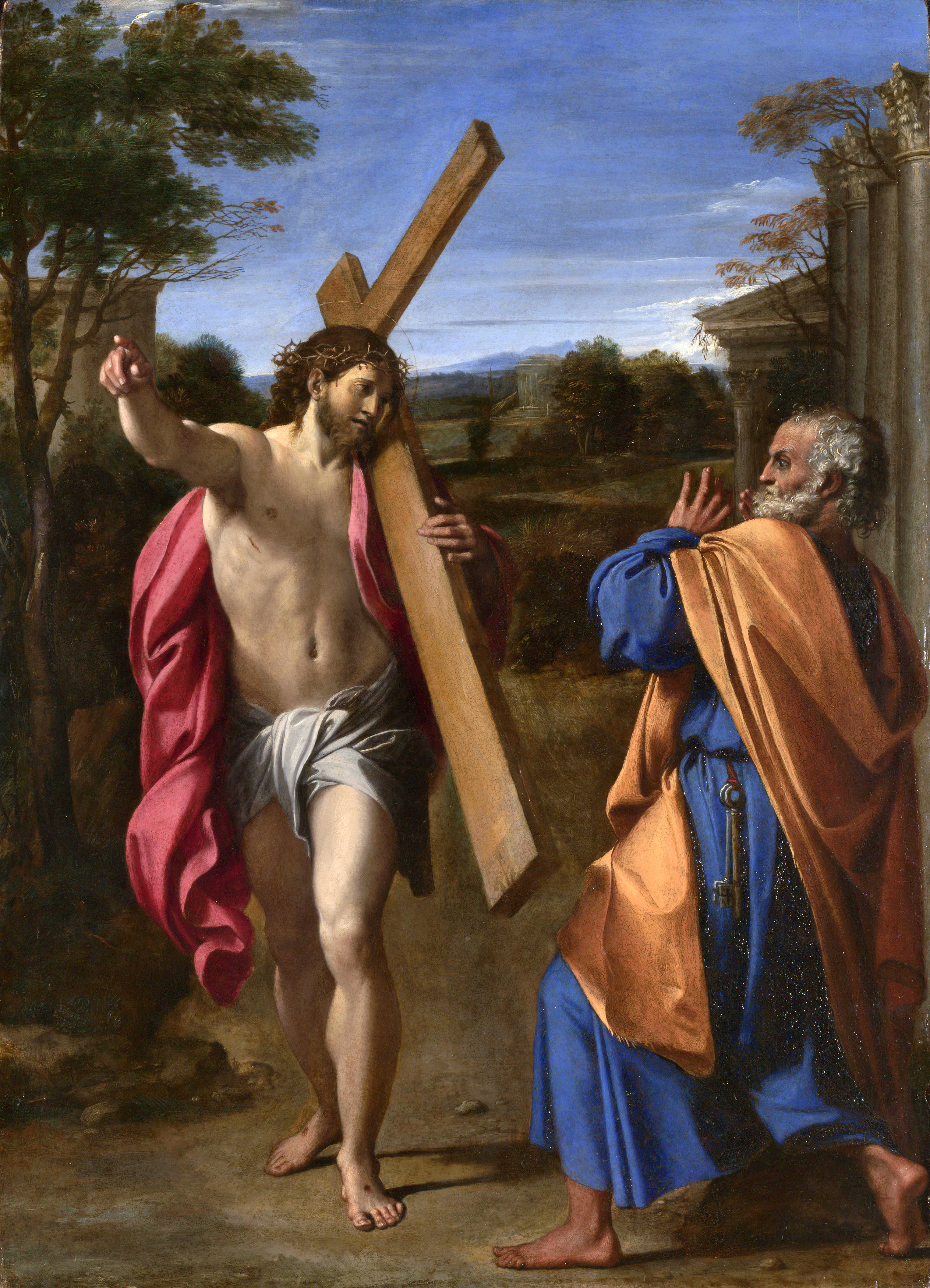
Quo vadis, Domine? (1601-02)

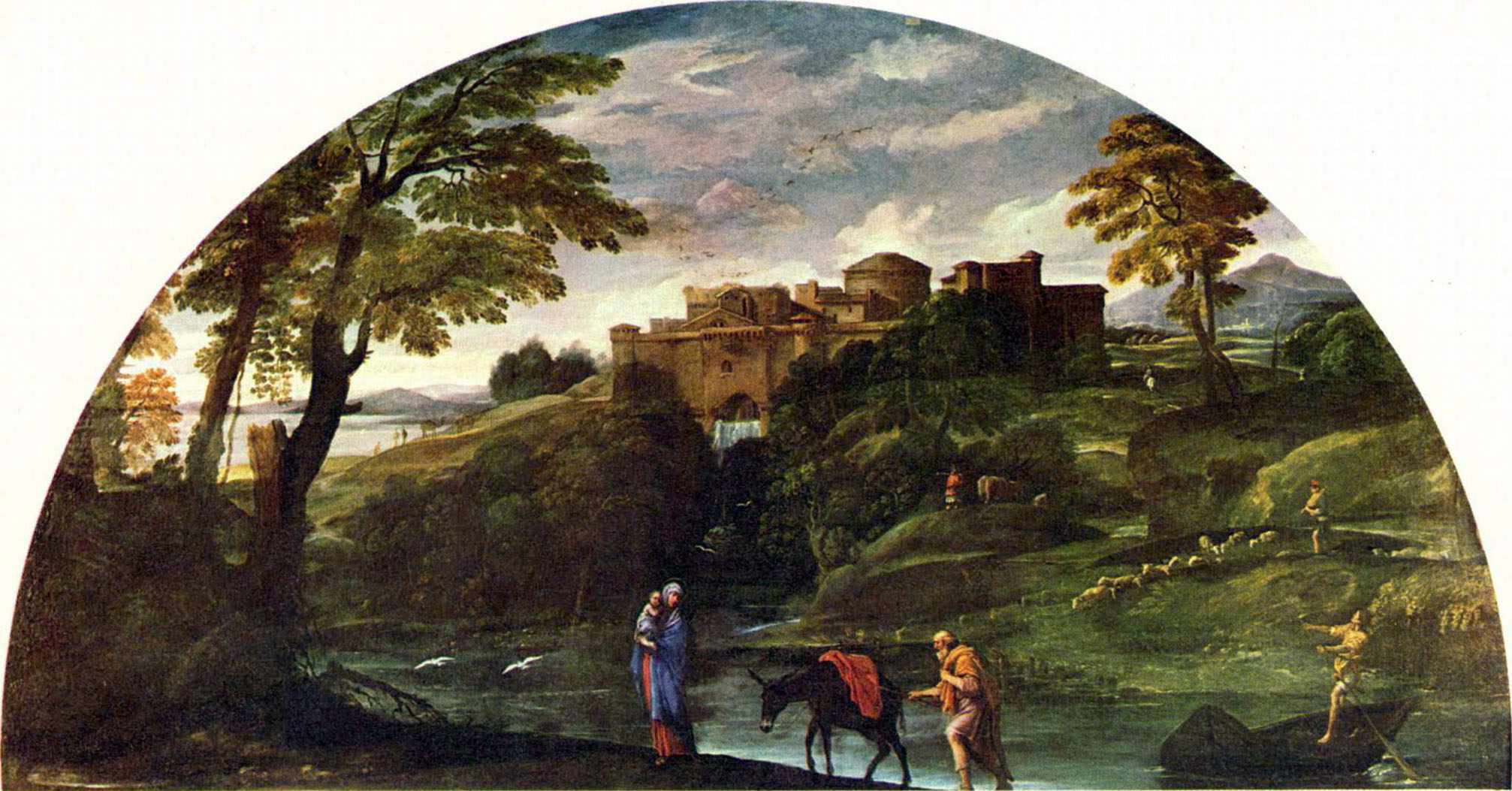
Ucieczka do Egiptu (1603)

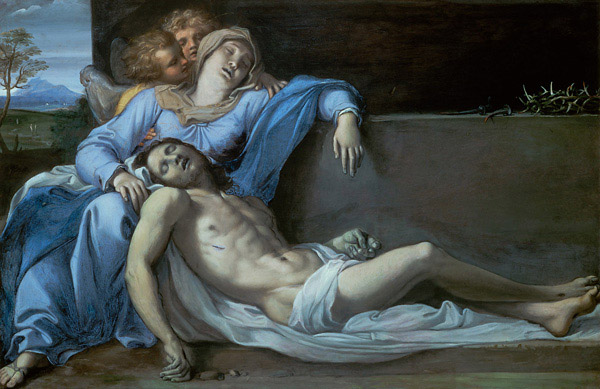
Pietà (ok. 1603)

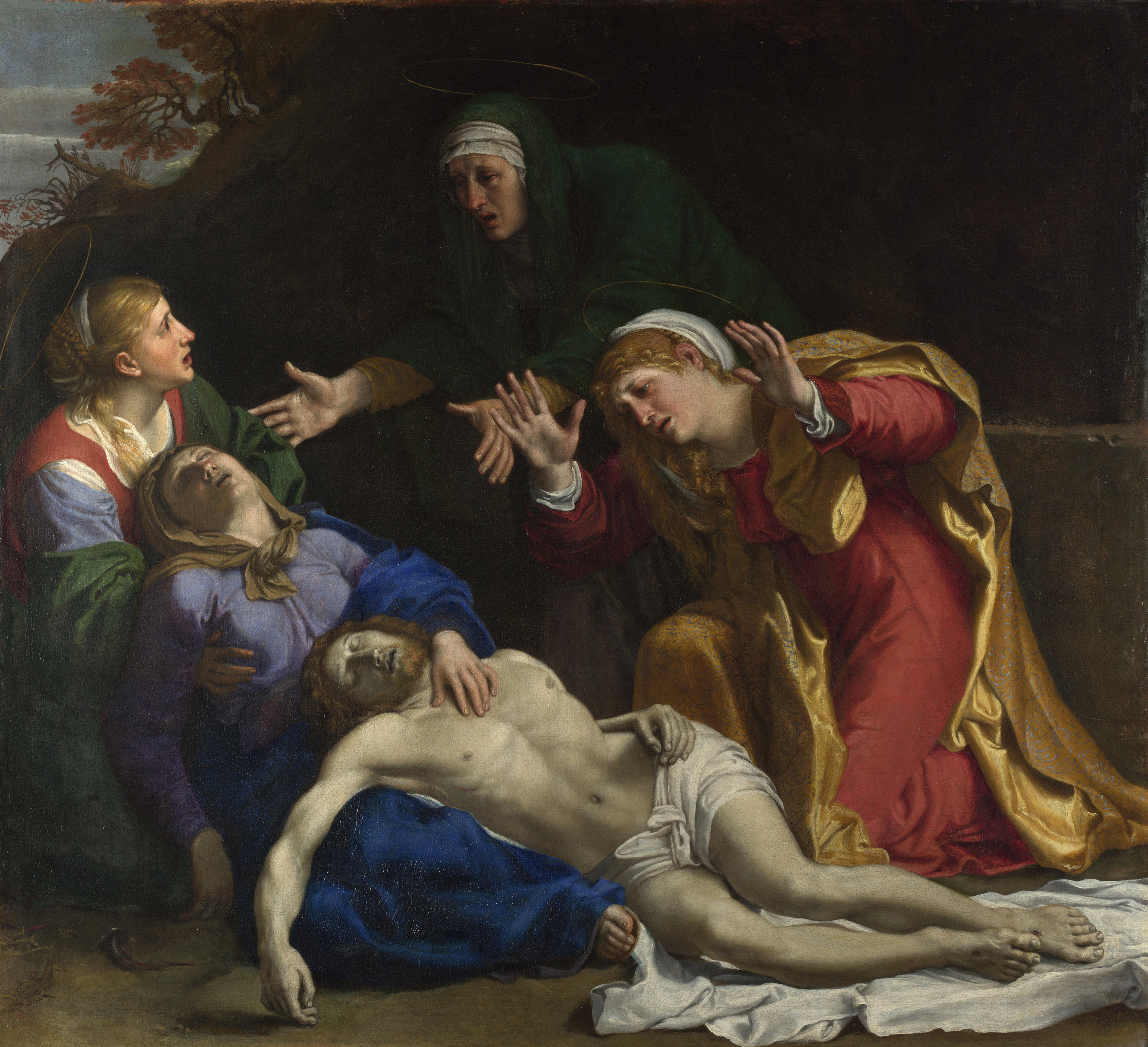
Opłakiwanie Chrystusa (1606)

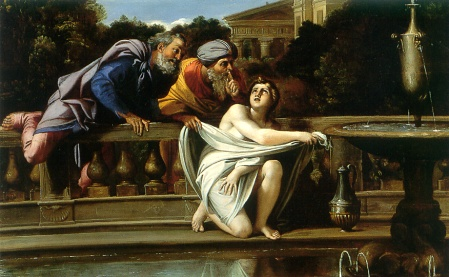
Zuzanna i starcy

Annibale Carracci (ur. 2 listopada 1560 w Bolonii, zm. 15 lipca 1609 w Rzymie) – włoski malarz, rysownik, grafik i freskant okresu wczesnego baroku, główny przedstawiciel szkoły bolońskiej, współzałożyciel Akademii Carraccich, twórca nowożytnej karykatury, brat Agostina Carracciego, kuzyn Ludovica Carracciego.

## Życiorys
Pochodził z rodziny rzemieślniczej. Był synem krawca Antonia. Prawdopodobnie kształcił się u bolońskich manierystów Bartolomea Passarottiego i Prospera Fontany. Działał w Bolonii i Rzymie. Podróżował do Parmy (1584–1585) i Wenecji (1587).
W 1583 przedstawił publicznie swoją pierwszą kompozycję – obraz ołtarzowy Ukrzyżowanie przeznaczony dla niewielkiego kościoła San Niccolò w Bolonii. Był współautorem malowideł ściennych w pałacach Bolonii: Fava (Dzieje Europy i Dzieje Jazona - 1583–1584, Dzieje Eneasza - ok. 1586), Magnani Salem (Historia założenia Rzymu - ok. 1589–1590) oraz Sampieri Talon (Sceny biblijne - 1593–1594).
Wraz z bratem Agostino i kuzynem Ludovico założył w 1585 Akademię Bolońską. W 1595 wyjechał na stałe do Rzymu na wezwanie kardynała Odoardo Farnese, gdzie wykonał freski w jego pałacu. W 1602 opracował kartony do cyklu malowideł dla rzymskiej kaplicy Herrera de San Giacomo degli Spagnioli.
Nie przywiązywał wagi do sławy i pieniędzy (przestrzegał brata: „Pamiętaj, Agostino, że jesteś synem krawca”). Nie założył rodziny i nie miał dzieci. Zmarł w wieku 49 lat. Został pochowany w Panteonie obok Rafaela.
Jego uczniami i współpracownikami byli m.in. Francesco Albani, Domenichino, Giovanni Lanfranco, Sisto Badalocchio oraz nieślubny syn Agostina Carracciego – Antonio.
Caravaggio nazywał go „zdolnym człowiekiem” i „dobrym malarzem”. Zdaniem Berniniego, „skupiał w sobie wszystko, co dobre: pełną wdzięku linię Rafaela, gruntowną anatomię Michała Anioła, elegancki sposób malowania Correggia, koloryt Tycjana i fantazję Giulia Romano i Mategni”.

## Twórczość
Nawiązując do wzorów dojrzałego renesansu reprezentował nurt klasyczny w malarstwie barokowym. Malował duże obrazy ołtarzowe, obrazy sztalugowe o tematyce religijnej, mitologicznej i alegorycznej, kompozycje rodzajowe, portrety (m.in. liczne autoportrety), akty i pejzaże. Tworzył pod wpływem Leonarda da Vinci, Rafaela, Tycjana, Correggia i Veronesego. Zapoczątkował typ pejzażu idealnego (Ucieczka do Egiptu), wywierając duży wpływ na rozwój tego gatunku w XVII w. (Domenichino, Nicolas Poussin, Claude Lorrain). W swoich kompozycjach religijnych umiejętnie łączył wenecki koloryzm, toskański rysunek i lombardzki naturalizm. Pogodził dwa odmienne podejścia do istoty malarstwa, nie przyznając pierwszeństwa ani kolorowi (model wenecki), ani rysunkowi (model rzymski i florencki).
Był znakomitym rysownikiem. W 1630 ukazał się jego cykl rysunków rodzajowych Arti di Bolonia. Największe zbiory jego studiów i szkiców znajdują się dzisiaj w Luwrze i Windsorze.

### Freski w Palazzo Farnese
Najwybitniejszym jego dziełem są freski w rzymskim Palazzo Farnese, przedstawiające sceny mitologiczne powiązane wspólnym tematem miłości (1596-1601), wykonane na zlecenie kardynała Odoarda Farnese. Program scen mitologicznych i alegorycznych do Camerino (niewielkiego prywatnego gabinetu) i Galerii Owidiusza opracował humanista Fulvio Orsini, pełniący funkcję nadwornego bibliotekarza kardynała. Na sklepieniu Galerii znalazły się epizody zaczerpnięte głównie z Metamorfoz Owidiusza. Poszczególne sceny umieszczone w wąskim pomieszczeniu o wymiarch 20 x 6 m z półkolistym sklepieniem kolebkowym zostały wpisane w iluzjonistycznie potraktowaną architektoniczną strukturę, dopełnioną antycznymi ornamentami i medalionami (quadri riportati). Główne malowidło na plafonie przedstawia oba bóstwa, Bachusa i Ariadnę, na rydwanach ciągniętych przez lamparty i kozły. Przed nimi na ośle jedzie pijany Sylen podtrzymywany przez nagich, tańczących i grających na różnych instrumentach młodzieńców. Triumfalny pochód wędruje na tle świetlistego pejzażu. W realizacji monumentalnego malowidła pomagali mu doraźnie brat Agostino i młodzi, wówczas jeszcze mało znani, malarze bolońscy: Domenichino, Giovanni Lanfranco i Francesco Albani. Wystrój Galerii Palazzo Farnese, obok fresków Michała Anioła w kaplicy Sykstyńskiej i stanz Rafaela, należy do najznakomitszych zespołów malowideł ściennych w Rzymie i wywarł decydujący wpływ na rozwój dekoracyjnego malarstwa iluzjonistycznego drugiej połowy XVII w. we Włoszech i Francji.

### Wybrane dzieła
- Opłakiwanie Chrystusa -  1580, 191 x 156 cm, Ermitaż, Sankt Petersburg
- Głowa śmiejącego się młodzieńca -  1583, Galeria Borghese, Rzym
- Ukrzyżowanie ze świętymi-  1583, 305 x 210 cm, Santa Maria della Carità, Bolonia
- Św. Sebastian -  1583-84, 186 x 107 cm, Galeria Obrazów Starych Mistrzów w Dreźnie
- Chrzest Chrystusa -  1584, San Gregorio, Bolonia
- Ciało Chrystusa -  1583-85, 77 x 89 cm, Staatsgalerie, Stuttgart
- Pietà (Zdjęcie z krzyża z Matka Bożą i świętymi Klarą, Franciszkiem, Magdaleną i Janem) -  1585, Galleria Nazionale, Parma
- Mistyczne zaślubiny św. Katarzyny -  1585-87, Museo di Capodimonte, Neapol
- Połów ryb -  ok. 1587, 136 x 253 cm, Luwr, Paryż
- Wniebowzięcie Marii -  1587, 381 x 245 cm, Galeria Obrazów Starych Mistrzów w Dreźnie
- Polowanie -  1585-88, 136 x 253 cm, Luwr, Paryż
- Tronująca Madonna ze św. Mateuszem -  1588, 384 x 255 cm, Galeria Obrazów Starych Mistrzów w Dreźnie
- Wenus z satyrem i amorkami -  ok. 1588, 112 x142 cm, Uffizi, Florencja
- Św. Franciszek z Asyżu -  1585-90, Museo di Capodimonte, Neapol
- Dzieci drażniące kota -  1588-90, 66 x 89 cm, Metropolitan Museum of Art, Nowy Jork
- Jedzący fasolę -  1580-90, 57 x 68 cm, Galleria Colonna, Rzym
- Sklep rzeźnika lub Jatka -  1580-90, 185 x 266 cm, Christ Church Picture Gallery, Oksford
- Madonna z Dzieciątkiem i jaskółką -  1589-90, 101 x 85 cm, Galeria Obrazów Starych Mistrzów w Dreźnie
- Wenus i Adonis -  1590, 217 x 246 cm, Kunsthistorisches Museum, Wiedeń
- Wniebowzięcie Marii -  ok. 1590, 130 x 97 cm, Prado, Madryt
- Pejzaż rzeczny -  ok. 1590, 88,3 x 148,1 cm, National Gallery of Art, Waszyngton
- Człowiek z małpą -  1590-91, 68 x 58 cm, Uffizi, Florencja
- Madonna z Dzieciątkiem i świętymi (Ołtarz św. Łukasza) -  1592, 401 x 226 cm, Luwr, Paryż
- Pokłon pasterzy -  1593, 85 x 63 cm, Galleria Nazionale d'Arte Antica, Rzym
- Autoportret z ojcem artysty, bratem Agostino i jego synem Antonio -  1593, 60 x 48 cm, Pinakoteka Brera, Mediolan
- Portret lutnisty Giulia Mascheroniego -  1593-94, 77 x 64 cm, Galeria Obrazów Starych Mistrzów w Dreźnie
- Chrystus i Samarytanka -  1593-94, 170 x 225 cm, Pinakoteka Brera, Mediolan
- Chrystus na krzyżu -  1594, 33,8 x 23,4 cm, Gemaldegalerie, Berlin
- Jałmużna św. Rocha -  1594-95, 331 x 477 cm, Galeria Obrazów Starych Mistrzów w Dreźnie
- Autoportret na sztalugach -  1595, 36,5 x 29,8 cm, Uffizi, Florencja
- Koronacja Matki Boskiej -  1595, Metropolitan Museum of Art, Nowy Jork
- Wenus czesana przez trzy Gracje -  1590-95, 133 x 170,5 cm, National Gallery of Art, Waszyngton
- Wenus, Adonis i Kupido -  ok. 1595, 212 x 268 cm, Prado, Madryt
- Wybór Herkulesa -  ok. 1596, 167 x 273 cm, Museo di Capodimonte, Neapol
- Chrystus wyszydzany -  ok. 1596, 60 x 69,5 cm, Pinacoteca Nazionale, Bolonia
- Chrystus w chwale -  1597-98, 194 x 142 cm, Galleria Palatina, Florencja
- Kuszenie św. Antoniego -  1597-98, 50 x 34 cm, National Gallery w Londynie
- Pejzaż z pokutującą Magdaleną -  ok. 1598, 32 x 43 cm, Galeria Obrazów Starych Mistrzów w Dreźnie
- Głowa mężczyzny -  1595-99, 46 x 37 cm, Galleria Palatina, Florencja
- Autoportret z profilu -  1590-1600, Uffizi, Florencja
- Ofiara Abrahama -  1599-1600, 45 x 34 cm, Luwr, Paryż
- Pietà -  1599-1600, 156 x 149 cm, Museo di Capodimonte, Neapol
- Trzy Marie u grobu -  ok. 1600, 121 x 145 cm, Ermitaż, Sankt Petersburg
- Wniebowzięcie Marii -  1600-1601, 245 x 155 cm, Santa Maria del Popolo, Rzym
- Chrystus ukazujący się św. Piotrowi na Via Appia (Quo vadis, Domine?) -  1601-02, 77 x 56 cm, National Gallery w Londynie
- Rinaldo i Armida -  1601, Museo di Capodimonte, Neapol
- Śpiąca Wenus -  ok. 1602, 190 x 328 cm, Musée Condé, Chantilly
- Ukamienowanie św. Szczepana -  1603-04, 41 x 53 cm, Luwr, Paryż
- Męczeństwo św. Szczepana -  1603-04, 51 x 68 cm, Luwr, Paryż
- Ucieczka do Egiptu -  1603, 122 x 230 cm, Galleria Doria Pamphilj, Rzym
- Odpoczynek w czasie ucieczki do Egiptu -  ok. 1604, śr. 82,5 cm, Ermitaż, Sankt Petersburg
- Autoportret -  ok. 1604, 42,5 x 30 cm, Ermitaż, Sankt Petersburg
- Autoportret -  przełom XVI/XVII w., do wojny w zbiorach Ordynacja Zamojskiej w Warszawie, zaginiony
- Chrystus i Samarytanka przy studni -  1604-05, 60,5 x 146 cm, Kunsthistorisches Museum, Wiedeń
- Opłakiwanie Chrystusa -  1606, 92,8 x 103,2 cm, National Gallery w Londynie
- Pietà ze świętymi Franciszkiem i Magdaleną -  1602-1607, 277 x 186 cm, Luwr, Paryż
- Narodziny Marii -  1605-1609, 279 x 159 cm, Luwr, Paryż
- Krajobraz z toaletą Wenus -  1605-1610, 89 x 99 cm, Pinacoteca Nazionale, Bolonia
- Madonna z Dzieciątkiem i małym św. Janem -  śr. 29 cm, Prado, Madryt
- Pejzaż z kąpiącymi się -  47 x 56 cm, Prado, Madryt
- Portret brodatego mężczyzny z profilu -  34 x 27 cm, Kunsthistorisches Museum, Wiedeń
- Portret młodego mężczyzny -  90,5 x 39 cm, Galleria Nazionale d'Arte Antica, Rzym
- Św. Małgorzata -  239 x 134 cm, National Gallery of Australia, Canberra

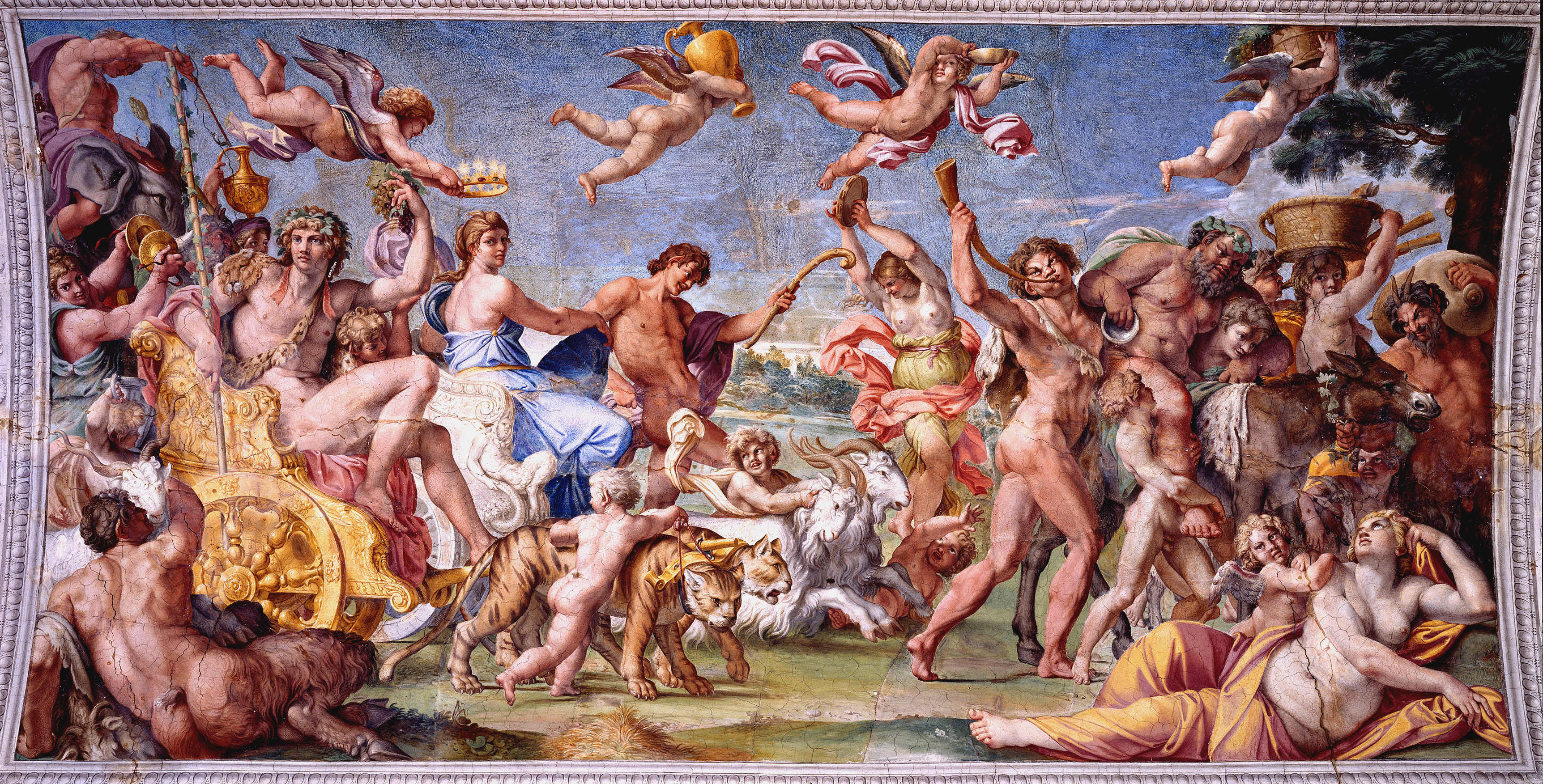
Triumf Bachusa i Ariadny (1597-1601)